# Nati il 9 dicembre
| Questa pagina contiene informazioni ricavate automaticamente dalle voci biografiche con l'ausilio del template Bio e di un bot. L'aggiornamento è periodico e automatico e ricostruisce completamente la pagina. Se manca una persona in questa lista, sei pregato di non aggiungerla, ma accertati piuttosto che la sua voce biografica contenga il template Bio e che i dati anagrafici siano correttamente compilati. Se il template Bio manca, inseriscilo tu stesso o, in alternativa, metti l'avviso {{tmp\|Bio}} che ne segnala la mancanza. Se i dati riportati sono sbagliati, correggi direttamente la voce biografica; le modifiche saranno visibili in questa lista entro pochi giorni. Per chiarimenti vedi il progetto biografie. La lista contiene solo le 1.021 persone che sono citate nell'enciclopedia e per le quali è stato implementato correttamente il template Bio. Pagina aggiornata al 17 ago 2025. |

## XIV secolo(1)
- 1392 - Pietro d'Aviz, principe († 1449)

## XV secolo(5)
- 1447 - Chenghua, imperatore cinese († 1487)
- 1466 - Cosimo de' Pazzi, abate, arcivescovo cattolico e diplomatico italiano († 1513)
- 1482 - Federico II del Palatinato, nobile († 1556)
- 1486 - Filippo III di Waldeck, nobile tedesco († 1539)
- 1493 - Íñigo López de Mendoza, nobile spagnolo († 1566)

## XVI secolo(8)
- 1508 - Gemma Frisio, matematico e cartografo olandese († 1555)
- 1516 - Modestinus Pistoris, giurista tedesco († 1565)
- 1549 - Costanzo Antegnati, compositore e organaro italiano († 1624)
- 1552 - Alderano Cybo-Malaspina, nobile italiano († 1606)
- 1571 - Metius, matematico olandese († 1635)
- 1575 - Giovanni Stefano Menochio, biblista e gesuita italiano († 1655)
- 1579 - Martino de Porres, religioso peruviano († 1639)
- 1581 - Emilia Anversiana di Nassau, nobile († 1657)

## XVII secolo(13)
- 1608 - John Milton, scrittore, poeta e filosofo inglese († 1674)
- 1610 - Baldassarre Ferri, cantante castrato italiano († 1680)
- 1615 - Anne Carr, nobile († 1684)
- 1623 - Gundakar von Dietrichstein, principe e politico austriaco († 1690)
- 1635 - Francesco Beverini, poeta e librettista italiano
- 1644 - Robert Kirk, presbitero scozzese († 1692)
- 1652 - Augustus Quirinus Rivinus, medico e botanico tedesco († 1723)
- 1667 - William Whiston, filosofo, teologo e matematico inglese († 1752)
- 1668 - Lodovico Pico della Mirandola, cardinale italiano († 1743)
- 1670 - Henri-François-Xavier de Belzunce de Castelmoron, vescovo cattolico e gesuita francese († 1755)
- 1684 - Abraham Vater, anatomista tedesco († 1751)
- 1687 - Antonio Ferrante Gonzaga, nobile italiano († 1729)
- 1692 - Camillo Paolucci, cardinale e arcivescovo cattolico italiano († 1763)

## XVIII secolo(35)
- 1705 - Faustina Pignatelli, fisica e matematica italiana († 1769)
- 1706 - Francesco Ladatte, scultore italiano († 1787)
- 1713 - Giuseppe Capocchiani, vescovo cattolico italiano († 1788)
- 1715 - Giovanni Casimiro di Isenburg-Büdingen-Birstein, generale e nobile tedesco († 1759)
- 1715 - Joseph Marie Terray, abate e politico francese († 1778)
- 1717 - Johann Joachim Winckelmann, bibliotecario, storico dell'arte e archeologo tedesco († 1768)
- 1727 - Giuseppe Antonio Maria Corte, vescovo cattolico italiano († 1800)
- 1728 - Pietro Alessandro Guglielmi, compositore italiano († 1804)
- 1739 - Ignaz Ablasser, pittore austriaco († 1799)
- 1742 - Carl Scheele, chimico svedese († 1786)
- 1745 - Maddalena Laura Sirmen, compositrice e violinista italiana († 1818)
- 1748 - Claude Louis Berthollet, chimico e scienziato francese († 1822)
- 1751 - Maria Luisa di Borbone-Parma, regina († 1819)
- 1753 - Jean-Claude Naigeon, pittore francese († 1832)
- 1754 - Francis Rawdon-Hastings, I marchese di Hastings, militare, politico e nobile britannico († 1826)
- 1757 - Simone Pomardi, pittore, disegnatore e viaggiatore italiano († 1830)
- 1758 - Richard Colt Hoare, archeologo, antiquario e scrittore inglese († 1838)
- 1759 - Hammuda ibn Ali, sovrano tunisino († 1814)
- 1764 - Charles Lennox, IV duca di Richmond, nobile, politico e militare britannico († 1819)
- 1764 - Anton Mayer von Heldenfeld, generale austriaco († 1842)
- 1767 - Jacques-François Dujarié, abate e prete francese († 1838)
- 1768 - Joseph Desha, politico statunitense († 1842)
- 1769 - Girolamo Orti Manara, scrittore e nobile italiano († 1845)
- 1770 - James Hogg, poeta e scrittore scozzese († 1835)
- 1773 - Armand Augustin Louis de Caulaincourt, nobile, generale e diplomatico francese († 1827)
- 1775 - Nicola Intonti, politico italiano († 1839)
- 1775 - Mariano Pichelli, monaco cristiano e abate italiano († 1854)
- 1779 - Tabitha Babbitt, inventrice statunitense († 1853)
- 1794 - Giuseppe Passalacqua, generale italiano († 1849)
- 1796 - James Sevier Conway, politico statunitense († 1855)
- 1796 - Domenico Lucciardi, cardinale italiano († 1864)
- 1798 - Friedrich Gottlieb Bartling, botanico tedesco († 1875)
- 1799 - Frederick FitzClarence, nobile e ufficiale inglese († 1854)
- 1800 - Natale Del Grande, mercante e militare italiano († 1848)
- 1800 - Giuseppe Gené, zoologo e entomologo italiano († 1847)

## XIX secolo(151)
- 1802 - Friedrich Ruthardt, compositore e oboista tedesco († 1862)
- 1804 - Friedrich Ernst Leibold, botanico tedesco († 1864)
- 1805 - Tomás Villalba, politico uruguaiano († 1886)
- 1808 - Paul Chenavard, pittore francese († 1895)
- 1809 - Stephanie Dominikovna Radziwill, nobildonna polacca († 1832)
- 1810 - Augusto di Beauharnais, principe († 1835)
- 1812 - James Henley Thornwell, predicatore e scrittore statunitense († 1862)
- 1813 - Nicolas Adames, arcivescovo cattolico lussemburghese († 1887)
- 1815 - Severino Grattoni, architetto, ingegnere e politico italiano († 1876)
- 1819 - Raffaele Pasi, militare italiano († 1890)
- 1820 - Paul Eugène Bontoux, banchiere francese († 1904)
- 1827 - Joseph-Christian-Ernest Bourret, cardinale e vescovo cattolico francese († 1896)
- 1828 - Joseph Dietzgen, filosofo tedesco († 1888)
- 1828 - Egidio Mauri, cardinale e arcivescovo cattolico italiano († 1896)
- 1829 - Guglielmo Botti, artista e restauratore italiano
- 1829 - John J. Jacob, politico statunitense († 1893)
- 1829 - Gabriel Rodríguez, ingegnere, economista e politico spagnolo († 1901)
- 1830 - Friedrich Heinrich Geffcken, giurista tedesco († 1896)
- 1835 - Raffaele Belliazzi, scultore italiano († 1917)
- 1837 - Kabayama Sukenori, militare e politico giapponese († 1922)
- 1837 - Carl Gustav Schmitt, compositore, violinista e direttore d'orchestra tedesco († 1900)
- 1837 - Émile Waldteufel, compositore e direttore d'orchestra francese († 1915)
- 1838 - Ugo Assereto, militare, storico e letterato italiano († 1912)
- 1838 - Giacomo Bellacchi, matematico italiano († 1924)
- 1838 - Adolphe Clémence, operaio francese († 1889)
- 1839 - Norman Selfe, ingegnere, architetto e inventore inglese († 1911)
- 1839 - Francesco Tenerelli, politico italiano († 1899)
- 1841 - Florido Bertini, attore italiano († 1915)
- 1842 - Pëtr Alekseevič Kropotkin, filosofo russo († 1921)
- 1843 - Paul Leroy-Beaulieu, economista e saggista francese († 1916)
- 1843 - Gottfried Merzbacher, alpinista e geografo tedesco († 1926)
- 1844 - Syrius Eberle, scultore e insegnante tedesco († 1903)
- 1844 - Münire Sultan, principessa ottomana († 1862)
- 1844 - Giulio Tonti, cardinale e arcivescovo cattolico italiano († 1918)
- 1845 - Giovanni Pelleschi, ingegnere italiano († 1922)
- 1847 - George Grossmith, attore, compositore e cantante inglese († 1912)
- 1848 - Joel Chandler Harris, giornalista e scrittore statunitense († 1908)
- 1848 - Gabriel von Seidl, architetto tedesco († 1913)
- 1849 - Andrea De Leo, politico e avvocato italiano († 1915)
- 1849 - Harry David Lee, imprenditore statunitense († 1928)
- 1850 - Emma Abbott, soprano e impresaria teatrale statunitense († 1891)
- 1850 - Henry Daras, pittore francese († 1928)
- 1853 - Laurits Tuxen, pittore e scultore danese († 1927)
- 1854 - Pekka Juhani Hannikainen, compositore finlandese († 1924)
- 1855 - Giuseppe Cellini, pittore e decoratore italiano († 1940)
- 1855 - Enrico Cimbali, giurista italiano († 1887)
- 1855 - Giorgio Gusmini, cardinale e arcivescovo cattolico italiano († 1921)
- 1856 - Ernst Brenner, politico svizzero († 1911)
- 1856 - Jiří Chocholouš, compositore di scacchi boemo († 1930)
- 1856 - Cirillo Manicardi, pittore italiano († 1925)
- 1858 - Delfino Menotti, baritono italiano († 1937)
- 1858 - Georgios Drosinis, poeta e letterato greco († 1951)
- 1859 - Luigi Brugnatelli, mineralogista italiano († 1928)
- 1859 - Vittorio Meoni, pittore, politico e giornalista italiano († 1937)
- 1859 - Albino Zenatti, filologo italiano († 1915)
- 1860 - Georges Ancey, drammaturgo e scrittore francese († 1917)
- 1861 - Hélène Smith, sensitiva francese († 1929)
- 1862 - Ernest de Chamaillard, pittore francese († 1931)
- 1862 - Karel Kovařovic, compositore e direttore d'orchestra ceco († 1920)
- 1863 - John Burnet, filologo classico e storico scozzese († 1928)
- 1863 - Alexander McAulay, matematico e fisico britannico († 1931)
- 1864 - Willoughby Hamilton, tennista e calciatore irlandese († 1943)
- 1866 - Amedeo Amadei, compositore e direttore d'orchestra italiano († 1935)
- 1867 - Grīgorios Xenopoulos, drammaturgo e scrittore greco († 1951)
- 1868 - Alberto De Marinis Stendardo di Ricigliano, generale e politico italiano († 1940)
- 1868 - Fritz Haber, chimico tedesco († 1934)
- 1868 - Paolo Lega, anarchico italiano († 1896)
- 1868 - Prosper Poullet, politico belga († 1935)
- 1868 - Ivan Regen, biologo e entomologo sloveno († 1947)
- 1870 - Alfred von Oberndorff, diplomatico tedesco († 1963)
- 1870 - Francisco S. Carvajal, politico e avvocato messicano († 1932)
- 1870 - Teodor Shteingel, archeologo, filantropo e politico ucraino († 1946)
- 1870 - Bert Sprotte, attore tedesco († 1949)
- 1871 - Charles Bennett, mezzofondista e siepista britannico († 1948)
- 1871 - Joe Kelley, giocatore di baseball e allenatore di baseball statunitense († 1943)
- 1871 - Aleksandr Mitrofanovič Stopani, rivoluzionario e politico russo († 1932)
- 1872 - Adolphe Grisel, velocista, discobolo e lunghista francese († 1942)
- 1872 - Thomas W. Hardwick, politico statunitense († 1944)
- 1873 - Carlo Zangarini, poeta, librettista e regista italiano († 1943)
- 1874 - Luigi Messedaglia, politico e medico italiano († 1956)
- 1874 - Hans von Seisser, poliziotto tedesco († 1973)
- 1876 - Berton Churchill, attore canadese († 1940)
- 1876 - Salvatore De Muto, attore teatrale italiano († 1970)
- 1876 - Lili Marberg, attrice tedesca († 1962)
- 1876 - Pauline Whittier, golfista statunitense († 1946)
- 1877 - Georges Maurice Jean Blanchard, generale francese († 1954)
- 1877 - Arturo Chelini, pittore italiano († 1942)
- 1878 - Alfred C. Abadie, attore, sceneggiatore e produttore cinematografico statunitense († 1950)
- 1878 - Bénoni Fardel, pallanuotista francese († 1936)
- 1878 - John Holloway, multiplista britannico († 1950)
- 1878 - Federico Olivero, traduttore, critico letterario e filologo italiano († 1955)
- 1879 - Hu Hanmin, politico cinese († 1936)
- 1880 - Wilhelm Krützfeld, poliziotto tedesco († 1953)
- 1880 - Mikhail Mordkin, ballerino, coreografo e insegnante russo († 1944)
- 1880 - Begum Rokeya, scrittrice indiana († 1932)
- 1880 - George Holland Sabine, docente e politologo statunitense († 1961)
- 1881 - Werner von der Schulenburg, scrittore tedesco († 1958)
- 1882 - Elmer Booth, attore statunitense († 1915)
- 1882 - Francesco Cerabona, avvocato e politico italiano († 1963)
- 1882 - Paku Alam VII, sovrano indonesiano († 1937)
- 1882 - Joaquín Turina, compositore spagnolo († 1949)
- 1883 - Annibale Betrone, attore e regista italiano († 1950)
- 1883 - Nikolaj Nikolaevič Luzin, matematico russo († 1950)
- 1883 - Yakob Ošakan, scrittore, poeta e giornalista armeno († 1948)
- 1883 - Alexandros Papagos, generale e politico greco († 1955)
- 1883 - Joseph Pilates, insegnante e imprenditore tedesco († 1967)
- 1883 - Franz Vogel, produttore cinematografico tedesco († 1956)
- 1884 - Gian Dàuli, scrittore, traduttore e editore italiano († 1945)
- 1885 - Luciano Scotti, imprenditore e politico italiano († 1956)
- 1885 - Grete Wiesenthal, ballerina, attrice e coreografa austriaca († 1970)
- 1886 - Mohammad Taqī Bahār, poeta, scrittore e giornalista iraniano († 1951)
- 1886 - Clarence Birdseye, inventore, biologo e imprenditore statunitense († 1956)
- 1886 - Marius Eriksen, ginnasta norvegese († 1950)
- 1886 - Ernst Hollstein, calciatore tedesco († 1950)
- 1886 - Luigi Sessa, calciatore e arbitro di calcio italiano († 1926)
- 1887 - Philipp Kleffel, generale tedesco († 1964)
- 1887 - Italo Meschi, chitarrista italiano († 1957)
- 1888 - Filippo Bottino, sollevatore italiano († 1969)
- 1888 - Italo Capanni, politico italiano
- 1889 - Alfred Berghausen, calciatore tedesco († 1954)
- 1889 - Shigeyoshi Inoue, ammiraglio giapponese († 1975)
- 1889 - Hannes Kolehmainen, maratoneta e mezzofondista finlandese († 1966)
- 1891 - Maksim Bahdanovič, poeta, giornalista e traduttore bielorusso († 1917)
- 1891 - Jacques Berlioz, zoologo francese († 1975)
- 1891 - Mark Gertler, pittore inglese († 1939)
- 1891 - Silvio Tacconis, arbitro di calcio e farmacista italiano († 1951)
- 1892 - Beatrice Harrison, violoncellista britannica († 1965)
- 1892 - Ferenc Kónya, allenatore di calcio e calciatore ungherese († 1977)
- 1892 - Ludomił Rayski, generale e aviatore polacco († 1977)
- 1893 - Alfonso Cortés, poeta nicaraguense († 1969)
- 1893 - Musa Ghiatuddin Riayat Shah di Selangor, sovrano malese († 1955)
- 1894 - Adam Królikiewicz, militare e cavaliere polacco († 1966)
- 1894 - Riccardo Ravagnan, politico, avvocato e partigiano italiano († 1970)
- 1894 - Gherardo Taddia, politico italiano († 1976)
- 1895 - Dolores Ibárruri, politica, attivista e antifascista spagnola († 1989)
- 1895 - Antonio Santin, arcivescovo cattolico italiano († 1981)
- 1896 - Goodwin Knight, politico statunitense († 1970)
- 1896 - Gösta Runö, pentatleta svedese († 1922)
- 1896 - Ernesto Enrico di Sassonia, nobile tedesco († 1971)
- 1896 - Fritz von Scholz, generale austriaco († 1944)
- 1896 - Alf Simensen, calciatore norvegese († 1983)
- 1897 - Hermione Gingold, attrice britannica († 1987)
- 1897 - Alexis Mony, calciatore francese († 1986)
- 1897 - Cesare Scoccimarro, architetto italiano († 1953)
- 1898 - Emmett Kelly, circense statunitense († 1979)
- 1898 - Duke Slater, giocatore di football americano statunitense († 1966)
- 1899 - Jean de Brunhoff, scrittore, pittore e illustratore francese († 1937)
- 1899 - Howard Freeman, attore statunitense († 1967)
- 1899 - Settimio Sorani, antifascista italiano († 1982)
- 1899 - Frank Wisbar, regista e sceneggiatore tedesco († 1967)
- 1900 - Joseph Needham, storico della scienza, biochimico e sinologo britannico († 1995)

## XX secolo(787)
- 1901 - Silvestre Conti, calciatore argentino
- 1901 - Carlotta Corpron, fotografa statunitense († 1988)
- 1901 - Lauro De Bosis, scrittore, poeta e antifascista italiano († 1931)
- 1901 - Carol Dempster, attrice statunitense († 1991)
- 1901 - Ödön von Horváth, drammaturgo e scrittore austriaco († 1938)
- 1901 - Jean Mermoz, aviatore francese († 1936)
- 1901 - André Steiner, fotografo ungherese († 1978)
- 1901 - Idreno Utimperghe, sindacalista, attivista e militare italiano († 1945)
- 1901 - Guido Visconti di Modrone, II duca di Grazzano Visconti, nobile e militare italiano († 1942)
- 1902 - Carlo Alberto Biggini, politico e giurista italiano († 1945)
- 1902 - Oliver Emert, scenografo statunitense († 1975)
- 1902 - Margaret Hamilton, attrice statunitense († 1985)
- 1902 - Hans Schwerdtfeger, matematico tedesco († 1990)
- 1902 - Paolo Vigna, calciatore italiano († 1987)
- 1902 - John Willie, fotografo, illustratore e fumettista britannico († 1962)
- 1903 - Werner Abegg, dirigente d'azienda, mecenate e collezionista d'arte svizzero († 1984)
- 1903 - Angelo Dell'Acqua, cardinale e arcivescovo cattolico italiano († 1972)
- 1904 - István Horthy, militare, aviatore e politico ungherese († 1942)
- 1904 - Robert Livingston, attore statunitense († 1988)
- 1904 - Antonio Luigi Lombardini, politico italiano († 1970)
- 1904 - Edmondo Martin, calciatore italiano († 1974)
- 1904 - Elsie Randolph, attrice inglese († 1982)
- 1904 - Anthony Santasiere, scacchista statunitense († 1977)
- 1905 - Irving Kahn, imprenditore e dirigente d'azienda statunitense († 2015)
- 1905 - Marvin Stalder, canottiere statunitense († 1982)
- 1905 - Dalton Trumbo, sceneggiatore, regista e scrittore statunitense († 1976)
- 1905 - Angie Turner King, chimica e matematica statunitense († 2004)
- 1906 - Arnaldo Calzolari, calciatore e allenatore di calcio italiano († 1970)
- 1906 - Esther Peterson, attivista statunitense († 1997)
- 1906 - Grace Murray Hopper, matematica, informatica e militare statunitense († 1992)
- 1906 - Hans Mock, calciatore austriaco († 1982)
- 1906 - Douglas Nicholls, religioso, politico e giocatore di football australiano australiano († 1988)
- 1907 - Isolina Carrillo, compositrice, musicista e cantante cubana († 1996)
- 1907 - Robert Fein, sollevatore austriaco († 1975)
- 1907 - Jerzy Skolimowski, canottiere e architetto polacco († 1985)
- 1908 - Sigmund Haringer, calciatore tedesco († 1975)
- 1908 - Aden Abdulla Osman, politico somalo († 2007)
- 1909 - Douglas Fairbanks Jr., attore e militare statunitense († 2000)
- 1909 - Sarah Ferrati, attrice italiana († 1982)
- 1910 - Billy Burnikell, allenatore di calcio e calciatore inglese († 1980)
- 1910 - Henry Lee Giclas, astronomo statunitense († 2007)
- 1910 - Jole Silvani, attrice italiana († 1994)
- 1911 - Broderick Crawford, attore statunitense († 1986)
- 1911 - William D. Davies, teologo e biblista britannico († 2001)
- 1911 - Bruno Vasari, scrittore, partigiano e antifascista italiano († 2007)
- 1912 - Michele Benente, ciclista su strada italiano († 1982)
- 1912 - Kurt Ott, ciclista su strada svizzero († 2001)
- 1912 - Tip O'Neill, politico statunitense († 1994)
- 1912 - Bartlett Robinson, attore statunitense († 1986)
- 1912 - Luigi Rossetto, allenatore di calcio e calciatore italiano
- 1913 - Carlo Bonfanti, ciclista su strada italiano († 2001)
- 1913 - Friedrich Dickel, politico e generale tedesco († 1993)
- 1913 - Mario Fioretti, magistrato italiano († 1943)
- 1914 - Herbert Hunger, bizantinista austriaco († 2000)
- 1914 - Shmuel Katz, scrittore, storico e giornalista israeliano († 2008)
- 1914 - Mario Alighiero Manacorda, pedagogista italiano († 2013)
- 1914 - Max Manus, partigiano norvegese († 1996)
- 1914 - Frances Reid, attrice statunitense († 2010)
- 1914 - Hildegart Rodríguez Carballeira, attivista spagnola († 1933)
- 1914 - Jerzy Rossudowski, cestista polacco († 1944)
- 1914 - Jean Snella, allenatore di calcio e calciatore francese († 1979)
- 1915 - William Danielsen, allenatore di calcio, dirigente sportivo e calciatore norvegese († 1989)
- 1915 - Dar Hutchins, cestista statunitense († 1985)
- 1915 - Manlio Sargenti, avvocato e politico italiano († 2012)
- 1915 - Elisabeth Schwarzkopf, soprano tedesco († 2006)
- 1916 - Aristide Carabelli, militare italiano († 1941)
- 1916 - Kirk Douglas, attore e produttore cinematografico statunitense († 2020)
- 1916 - Ruth Halbsguth, nuotatrice tedesca († 2003)
- 1916 - Wolfgang Hildesheimer, scrittore e pittore tedesco († 1991)
- 1916 - Irving John Good, matematico e crittografo britannico († 2009)
- 1916 - Venanzio Quadri, religioso italiano († 1937)
- 1916 - James Brian Tait, militare e aviatore britannico († 2007)
- 1917 - James Angleton, agente segreto statunitense († 1987)
- 1917 - Dezső Lemhényi, pallanuotista ungherese († 2003)
- 1917 - James Rainwater, fisico statunitense († 1986)
- 1918 - Alvin Swauger White, militare e aviatore statunitense († 2006)
- 1919 - Roy DeCarava, fotografo statunitense († 2009)
- 1919 - Riccardo Della Puppa, calciatore italiano
- 1919 - Alfons Jēgers, calciatore lettone († 1998)
- 1919 - William Lipscomb, chimico statunitense († 2011)
- 1919 - Jean Tamini, calciatore svizzero († 1993)
- 1920 - Lucio Battistrada, sceneggiatore italiano († 2017)
- 1920 - Carlo Azeglio Ciampi, politico, economista e banchiere italiano († 2016)
- 1920 - Mikal Kirkholt, fondista norvegese († 2012)
- 1920 - Egil Johnny Orre, calciatore norvegese († 2012)
- 1920 - Bruno Ruffo, pilota motociclistico italiano († 2007)
- 1920 - Camille Sandorfy, chimico ungherese († 2006)
- 1920 - Doug Serrurier, pilota automobilistico sudafricano († 2006)
- 1921 - Henry Blanc, fumettista e illustratore francese († 2013)
- 1921 - Maria Angiolillo, collezionista d'arte e socialite italiana († 2009)
- 1921 - Battista Mellano, partigiano italiano († 1945)
- 1921 - Clario Onesti, pittore, fumettista e incisore italiano († 1997)
- 1922 - Semavi Eyice, storico dell'arte e archeologo turco († 2018)
- 1922 - Piero Garino, pittore italiano († 2009)
- 1922 - Redd Foxx, attore, comico e cantante statunitense († 1991)
- 1922 - Mario Toros, sindacalista e politico italiano († 2018)
- 1922 - Jenő Vinyei, calciatore ungherese († 1976)
- 1923 - Ennio De Concini, sceneggiatore e regista italiano († 2008)
- 1923 - Giuseppe Guglielmi, traduttore, poeta e bibliotecario italiano († 1995)
- 1923 - Gianna Piaz, attrice, doppiatrice e conduttrice televisiva italiana († 2023)
- 1923 - Ruth Williams Khama, first lady botswana († 2002)
- 1924 - Renzo Bragoni, ex calciatore italiano
- 1924 - Mario Frera, attore italiano († 1987)
- 1924 - Gino Nebiolo, giornalista e scrittore italiano († 2017)
- 1924 - Domenico Rasi, antifascista e partigiano italiano († 1944)
- 1924 - Alessandro Ruspoli, IX principe di Cerveteri, nobile, socialite e attore italiano († 2005)
- 1924 - Manlio Sgalambro, filosofo, scrittore e poeta italiano († 2014)
- 1925 - Walter Chielli, sindacalista e politico italiano († 1997)
- 1925 - Ernest Gellner, filosofo, antropologo e sociologo inglese († 1995)
- 1925 - Karel Novák, calciatore e fotografo cecoslovacco († 2007)
- 1925 - Roy Rubin, cestista e allenatore di pallacanestro statunitense († 2013)
- 1925 - Radomir Šaper, cestista e dirigente sportivo jugoslavo († 1998)
- 1925 - Dick Wehr, cestista e allenatore di pallacanestro statunitense († 2011)
- 1926 - Karel Bělohradský, cestista cecoslovacco († 2006)
- 1926 - Raif Dizdarević, politico bosniaco
- 1926 - Michiyoshi Doi, regista giapponese († 1975)
- 1926 - Ed Elisian, pilota automobilistico statunitense († 1959)
- 1926 - Enrico Grabau, politico italiano († 2020)
- 1926 - Henry Way Kendall, fisico statunitense († 1999)
- 1926 - Jan Křesadlo, artista ceco († 1995)
- 1926 - Francesco La Rosa, calciatore italiano († 2020)
- 1926 - Lucien Sève, filosofo, attivista e insegnante francese († 2020)
- 1926 - Bruno Trentin, sindacalista, politico e partigiano italiano († 2007)
- 1926 - Robert Weber, astronomo statunitense († 2008)
- 1926 - Lorenzo Wright, velocista e lunghista statunitense († 1972)
- 1927 - Jim Baechtold, cestista e allenatore di pallacanestro statunitense († 2011)
- 1927 - Thérèse Clerc, attivista francese († 2016)
- 1927 - Alarico Gattia, fumettista italiano († 2022)
- 1927 - Pierre Henry, compositore francese († 2017)
- 1927 - Federico Marietti, cestista italiano († 1995)
- 1928 - Gerard Batliner, politico liechtensteinese († 2008)
- 1928 - Waltraud Gebert Deeg, politica italiana († 1988)
- 1928 - André Milhoux, ex pilota automobilistico belga
- 1928 - Giuseppe Pera, giurista italiano († 2007)
- 1928 - Abraham Shneior, cestista e allenatore di pallacanestro israeliano († 1998)
- 1928 - Izabella Teleżyńska, attrice polacca († 2013)
- 1928 - Dick Van Patten, attore statunitense († 2015)
- 1928 - Giovanni d'Artegna, scultore italiano († 2024)
- 1929 - Danilo Bonini, ex calciatore italiano
- 1929 - John Cassavetes, attore e regista statunitense († 1989)
- 1929 - Luis Cid, allenatore di calcio e calciatore spagnolo († 2018)
- 1929 - Bob Hawke, politico australiano († 2019)
- 1929 - Reay Tannahill, scrittrice e storica britannica († 2007)
- 1930 - Nella Alverà, giocatrice di curling italiana
- 1930 - Osvaldo Codaro, pallanuotista, allenatore di pallanuoto e arbitro di pallanuoto argentino († 2017)
- 1930 - Buck Henry, attore, sceneggiatore e regista statunitense († 2020)
- 1930 - Felicia Langer, avvocato e scrittrice tedesca († 2018)
- 1930 - Francesco Maselli, regista italiano († 2023)
- 1930 - Óscar Humberto Mejía Victores, politico e generale guatemalteco († 2016)
- 1930 - Edoardo Sanguineti, poeta, scrittore e drammaturgo italiano († 2010)
- 1930 - Gaetano Scamarcio, politico e avvocato italiano († 2014)
- 1931 - Frank Dickens, fumettista, scrittore e sceneggiatore britannico († 2016)
- 1931 - Paddi Edwards, attrice e doppiatrice britannica († 1999)
- 1931 - Valeria Gagealov, attrice e doppiatrice rumena († 2021)
- 1931 - Cliff Hagan, ex cestista e allenatore di pallacanestro statunitense
- 1931 - Luciano Marin, attore italiano († 2019)
- 1931 - Charles Nyamiti, presbitero e teologo tanzaniano († 2020)
- 1931 - Luigi Ornaghi, attore italiano († 2006)
- 1931 - William Reynolds, attore statunitense († 2022)
- 1932 - Donald Byrd, trombettista statunitense († 2013)
- 1932 - Morton Downey Jr., attore e showman statunitense († 2001)
- 1932 - Aimé Mignot, allenatore di calcio e calciatore francese († 2022)
- 1932 - Willy Schroeders, ciclista su strada belga († 2017)
- 1932 - Luigi Zambaiti, ex calciatore italiano
- 1933 - Milt Campbell, multiplista statunitense († 2012)
- 1933 - Franco Fontana, fotografo, fotoreporter e scrittore italiano
- 1933 - Milton Gonçalves, attore, drammaturgo e regista televisivo brasiliano († 2022)
- 1933 - Peggy Hayama, cantante e personaggio televisivo giapponese († 2017)
- 1934 - Judi Dench, attrice britannica
- 1934 - Raffaele Iacovino, scrittore e storico italiano († 1999)
- 1934 - Lorraine MacGuire, cestista australiana († 2021)
- 1934 - Naoki Miyamoto, goista giapponese († 2012)
- 1934 - Ottó Temesvári, ex cestista ungherese
- 1934 - Leonid Volkov, hockeista su ghiaccio sovietico († 1995)
- 1934 - Wayne Weiler, pilota automobilistico statunitense († 2005)
- 1934 - Junior Wells, armonicista statunitense († 1998)
- 1935 - Masayo Aoki, ex nuotatrice giapponese
- 1935 - Silvia Guidi, cantante italiana
- 1935 - Bill Hay, hockeista su ghiaccio e dirigente sportivo canadese († 2024)
- 1935 - Noel Price, ex hockeista su ghiaccio canadese
- 1935 - Diego Ronchini, ciclista su strada italiano († 2003)
- 1935 - Toni Santagata, cantautore, cabarettista e conduttore radiofonico italiano († 2021)
- 1935 - Dragan Tomić, politico serbo († 2022)
- 1936 - Leonel Conde, calciatore uruguaiano († 2001)
- 1936 - Piero Giarda, economista italiano
- 1936 - Mario Masiero, politico italiano († 2023)
- 1936 - Ben Pon, pilota automobilistico e tiratore a volo olandese († 2019)
- 1936 - Abraham Yehoshua, scrittore e drammaturgo israeliano († 2022)
- 1937 - Mary Downing Hahn, scrittrice statunitense
- 1938 - Christian Baudelot, sociologo francese
- 1938 - Giuliano Collina, pittore italiano
- 1938 - Waris Hussein, regista britannico
- 1938 - Stanislav Jarábek, allenatore di calcio e ex calciatore cecoslovacco
- 1938 - Deacon Jones, giocatore di football americano statunitense († 2013)
- 1938 - Nikola Kotkov, calciatore bulgaro († 1971)
- 1938 - Romeo Venturelli, ciclista su strada italiano († 2011)
- 1938 - Henryk Żaliński, storico polacco
- 1939 - Gerardo De Prisco, politico italiano
- 1939 - Claudio Grisancich, poeta, saggista e sceneggiatore italiano
- 1939 - Giovanni Scanavino, vescovo cattolico italiano
- 1939 - Virginia Vestoff, attrice statunitense († 1982)
- 1940 - Gianni Cavina, attore e sceneggiatore italiano († 2022)
- 1940 - Giorgio Chittolini, storico e medievista italiano († 2022)
- 1940 - Masanari Nihei, attore giapponese († 2021)
- 1940 - Don Michael Randel, musicologo e storico statunitense
- 1940 - Adriano Romualdi, storico, saggista e politico italiano († 1973)
- 1940 - Leonella Sgorbati, religiosa italiana († 2006)
- 1941 - Candido Beretta, calciatore italiano († 2003)
- 1941 - Beau Bridges, attore e regista statunitense
- 1941 - Wolfgang Danne, pattinatore artistico su ghiaccio tedesco († 2019)
- 1941 - Charles DeLisi, genetista statunitense
- 1941 - Christine Delphy, sociologa francese
- 1941 - Dan Hicks, cantautore e chitarrista statunitense († 2016)
- 1941 - Iwao Horiuchi, lottatore giapponese († 2015)
- 1941 - Harvey Kushner, politologo statunitense
- 1941 - Yoshiko Matsumura, pallavolista giapponese
- 1941 - Allan Folsom, scrittore e sceneggiatore statunitense († 2014)
- 1942 - Billy Bremner, calciatore e allenatore di calcio scozzese († 1997)
- 1942 - Dick Butkus, giocatore di football americano statunitense († 2023)
- 1942 - Fabio Massimo Cantini, compositore e musicista italiano
- 1942 - Adriana Ceci, politica italiana
- 1942 - Bernhard Christ, avvocato, notaio e politico svizzero
- 1942 - Angelo Colombo, ex calciatore italiano
- 1942 - Marcos Conigliaro, ex calciatore argentino
- 1942 - Stephan Danailov, politico e attore bulgaro († 2019)
- 1942 - Tito Fernández, cantautore cileno († 2023)
- 1942 - Armando Girotti, filosofo italiano
- 1942 - Arnaldo La Barbera, poliziotto, dirigente pubblico e prefetto italiano († 2002)
- 1942 - Joe McGinniss, saggista e giornalista statunitense († 2014)
- 1943 - Luigi Accattoli, saggista e giornalista italiano
- 1943 - Paola Bordon, ex cestista italiana
- 1943 - Tony Frank, attore statunitense († 2000)
- 1943 - Lasse Holm, cantautore svedese
- 1943 - Michael Krüger, scrittore e poeta tedesco
- 1943 - Pit Martin, hockeista su ghiaccio canadese († 2008)
- 1943 - Vaclav Smil, ambientalista ceco
- 1943 - Roberto Terpin, arbitro di calcio italiano († 1995)
- 1944 - Salvatore Agresta, docente e pedagogista italiano
- 1944 - Maria Elena Berini, religiosa e missionaria italiana
- 1944 - Risto Björlin, ex lottatore finlandese
- 1944 - Alberto Brigo, politico italiano († 2002)
- 1944 - Gerry Browne, ex calciatore trinidadiano
- 1944 - Giacomo Dalla Torre del Tempio di Sanguinetto, archeologo e religioso italiano († 2020)
- 1944 - Francesco Divella, politico e imprenditore italiano
- 1944 - Ivone Gebara, teologa e religiosa brasiliana
- 1944 - Neil Innes, cantante, attore e polistrumentista britannico († 2019)
- 1944 - Vasō Papandreou, politica greca († 2024)
- 1945 - Andrew Birkin, regista e sceneggiatore britannico
- 1945 - Roger Chartier, storico francese
- 1945 - Holger Geschwindner, ex cestista, allenatore di pallacanestro e dirigente sportivo tedesco
- 1945 - David S. Johnson, informatico statunitense († 2016)
- 1945 - Teuvo Länsivuori, pilota motociclistico finlandese
- 1945 - Michael Nouri, attore statunitense
- 1945 - Douglas Orson ReVelle, astronomo e fisico statunitense († 2010)
- 1946 - Terry Alcock, ex calciatore inglese
- 1946 - Erich Beer, allenatore di calcio e ex calciatore tedesco occidentale
- 1946 - Roby Carletta, cabarettista, comico e attore italiano
- 1946 - Bill Church, bassista statunitense
- 1946 - David Currie, Baron Currie of Marylebone, economista e dirigente pubblico inglese
- 1946 - Mervyn Davies, rugbista a 15 gallese († 2012)
- 1946 - Nikolaj Dolgov, ex calciatore e allenatore di calcio sovietico
- 1946 - Dennis Dunaway, bassista statunitense
- 1946 - Sonia Gandhi, politica indiana
- 1946 - Ottavio Mai, regista, sceneggiatore e attore italiano († 1992)
- 1946 - Ciro Rodriguez, politico statunitense
- 1946 - Jimmy Steward, ex calciatore honduregno
- 1947 - Jana Bellin, scacchista britannica
- 1947 - Maria Consolata Collino, ex schermitrice italiana
- 1947 - Paolo Corsini, politico e storico italiano
- 1947 - Renzo Cramerotti, ex giavellottista italiano
- 1947 - Tom Daschle, politico statunitense
- 1947 - Mark Dvoretskij, scacchista e scrittore russo († 2016)
- 1947 - Fabio Frandi, ex nuotatore e dirigente sportivo italiano
- 1947 - Steven Holl, architetto statunitense
- 1947 - Jan Nonhof, attore, doppiatore e regista olandese
- 1947 - Steve Owens, ex giocatore di football americano statunitense
- 1947 - Marye Anne Fox, chimica statunitense († 2021)
- 1947 - Yoshikazu Yasuhiko, animatore, sceneggiatore e regista giapponese
- 1948 - Marco Achilli, calciatore italiano († 2009)
- 1948 - Gesualdo Albanese, allenatore di calcio e ex calciatore italiano
- 1948 - Gioconda Belli, poetessa, scrittrice e attivista nicaraguense
- 1948 - Joe Fallisi, tenore, attore e compositore italiano
- 1948 - Marleen Gorris, regista olandese
- 1948 - Susanna Moore, scrittrice statunitense
- 1948 - Jonathan Sumption, magistrato e storico britannico
- 1948 - Ron Vawter, attore statunitense († 1994)
- 1949 - Tom Kite, golfista statunitense
- 1949 - Rolf-Dieter Müller, storico e politologo tedesco
- 1949 - László Orbán, pugile ungherese († 2009)
- 1949 - Fernando Parrado, ex rugbista a 15 uruguaiano
- 1950 - Joan Armatrading, cantante, chitarrista e compositrice britannica
- 1950 - Russell Carpenter, direttore della fotografia statunitense
- 1950 - Zdravka Jordanova, ex canottiera bulgara
- 1950 - Mike Schutte, pugile, attore e cantante sudafricano († 2008)
- 1950 - Alan Sorrenti, cantautore italiano
- 1950 - Owen Wells, cestista e allenatore di pallacanestro statunitense († 1993)
- 1951 - Dominique Dropsy, calciatore francese († 2015)
- 1951 - Angelika Milster, cantante, attrice e doppiatrice tedesca
- 1951 - Keiko Namai, ex cestista giapponese
- 1951 - Mario Pepe, politico e medico italiano
- 1951 - Nicola Rossi, politico e economista italiano
- 1952 - Ivan Burčin, ex canoista bulgaro
- 1952 - Carlo De Bernardi, allenatore di calcio e calciatore italiano († 2009)
- 1952 - Michael Dorn, attore statunitense
- 1952 - Leonardo Lucchi, scultore italiano
- 1952 - John Marks, ex tennista australiano
- 1952 - C. J. Sansom, scrittore britannico († 2024)
- 1952 - Carlo Severi, antropologo italiano
- 1952 - Silver, fumettista italiano
- 1953 - Maria Bonino, pediatra italiana († 2005)
- 1953 - Vito Chimenti, calciatore italiano († 2023)
- 1953 - Carlo Degli Esposti, produttore cinematografico italiano
- 1953 - Piera Detassis, giornalista, saggista e critica cinematografica italiana
- 1953 - György Dörner, attore e doppiatore ungherese
- 1953 - Pasquale Fiore, allenatore di calcio e ex calciatore italiano
- 1953 - World B. Free, ex cestista e dirigente sportivo statunitense
- 1953 - Jean-Louis Gasset, allenatore di calcio e ex calciatore francese
- 1953 - Giuseppe Gergati, ex cestista italiano
- 1953 - John Malkovich, attore e produttore cinematografico statunitense
- 1953 - Steve Mills, calciatore inglese († 1988)
- 1953 - Nosrat Panahi Nejad, regista e fotografo iraniano
- 1953 - Jill Saward, cantante, musicista e compositrice britannica
- 1953 - Jan Simoen, ex calciatore belga
- 1954 - Phil Bryant, politico statunitense
- 1954 - Henk ten Cate, allenatore di calcio e ex calciatore olandese
- 1954 - Mary Fallin, politica statunitense
- 1954 - Jean-Claude Juncker, politico e avvocato lussemburghese
- 1954 - Laurie MacDonald, produttrice cinematografica statunitense
- 1954 - Siro Marrocu, politico italiano
- 1954 - Steinar Nilssen, ex calciatore norvegese
- 1954 - John Paragon, attore e regista statunitense († 2021)
- 1954 - Steve Rodby, bassista statunitense
- 1954 - Ute Rührold, ex slittinista tedesca orientale
- 1954 - Jack Sonni, chitarrista statunitense († 2023)
- 1954 - Renáta Tomanová, ex tennista ceca
- 1955 - Otis Birdsong, ex cestista statunitense
- 1955 - Ilze Blicavs, ex cestista australiana
- 1955 - Anne Haigis, cantante, musicista e chitarrista tedesca
- 1955 - Jim Haslett, ex giocatore di football americano e allenatore di football americano statunitense
- 1955 - Terry Jackson, ex giocatore di football americano statunitense
- 1955 - Janusz Kupcewicz, calciatore polacco († 2022)
- 1955 - Takeshi Masu, attore e scrittore giapponese
- 1955 - George de la Peña, attore, ex ballerino e coreografo statunitense
- 1956 - Al Baker, ex giocatore di football americano statunitense
- 1956 - Kari Bremnes, cantante norvegese
- 1956 - Alessandra Comazzi, giornalista e critica televisiva italiana
- 1956 - Oscar Garré, ex calciatore argentino
- 1956 - Baruch Goldstein, terrorista e criminale statunitense († 1994)
- 1956 - Ulrich Peltzer, scrittore tedesco
- 1956 - Enrique Piñeyro, produttore cinematografico italiano
- 1956 - Henriette Reker, avvocata e politica tedesca
- 1956 - Ernesto Sanz, avvocato e politico argentino
- 1956 - Imanǵalı Tasmaǵambetov, politico kazako
- 1956 - Jean-Pierre Thiollet, scrittore francese
- 1956 - Daniel Veyt, ex calciatore belga
- 1957 - Emmanuel Carrère, scrittore, sceneggiatore e regista francese
- 1957 - Luigi Dalla Costa, imprenditore e dirigente sportivo italiano
- 1957 - Stefan Dimitrov, sollevatore bulgaro († 2011)
- 1957 - Alex Giorgi, ex sciatore alpino italiano
- 1957 - Mike Harper, ex cestista statunitense
- 1957 - Robert Mills, ex canottiere canadese
- 1957 - Donny Osmond, cantante, attore e ballerino statunitense
- 1957 - Raja Azureen, principessa malese
- 1957 - Steve Taylor, cantante, regista e produttore cinematografico statunitense
- 1958 - Rikk Agnew, chitarrista statunitense
- 1958 - Luca Bigazzi, direttore della fotografia italiano
- 1958 - Aleksander Cichoń, ex lottatore polacco
- 1958 - Raja Gosnell, regista e montatore statunitense
- 1958 - Ralph McPherson, ex cestista statunitense
- 1959 - Bianca Berlinguer, giornalista e conduttrice televisiva italiana
- 1959 - Mario Cantone, comico e attore statunitense
- 1959 - Harvey Friedman, attore statunitense
- 1959 - Brendan Joyce, ex cestista e allenatore di pallacanestro australiano
- 1959 - Steve Mackall, doppiatore e scrittore canadese
- 1959 - Daniela Simmons, cantante svizzera
- 1959 - José Luis Ábalos, politico spagnolo
- 1960 - Stefen Fangmeier, effettista statunitense
- 1960 - Caroline Lucas, politica britannica
- 1960 - Niko Paech, economista tedesco
- 1960 - Giovanni Perdichizzi, allenatore di pallacanestro italiano
- 1960 - Carlos Alberto Souza dos Santos, ex calciatore brasiliano
- 1961 - Paul Vincent Davis, ex calciatore inglese
- 1961 - David Anthony Higgins, attore statunitense
- 1961 - Mike Holland, ex saltatore con gli sci statunitense
- 1961 - Emil Jonov, ex cestista bulgaro
- 1961 - Joe Lando, attore statunitense
- 1961 - Mao Hengfeng, attivista cinese
- 1961 - Luděk Mikloško, ex calciatore cecoslovacco
- 1961 - Einars Repše, politico lettone
- 1961 - Bård Wiggen, allenatore di calcio e ex calciatore norvegese
- 1962 - Massimo Bartolini, artista italiano
- 1962 - Thierry Bourguignon, dirigente sportivo e ex ciclista su strada francese
- 1962 - Heidi Bowes, ex sciatrice alpina statunitense
- 1962 - Richard Brooks, attore statunitense
- 1962 - Giuseppe Calvetti, doppiatore italiano
- 1962 - Daniele Catto, ex calciatore italiano
- 1962 - Federico Fornaro, politico italiano
- 1962 - Felicity Huffman, attrice statunitense
- 1962 - Aleš Höffer, ostacolista cecoslovacco († 2008)
- 1962 - Vito Mancuso, teologo italiano
- 1962 - Pete Olson, politico statunitense
- 1962 - Ayman Shawky, ex calciatore egiziano
- 1962 - Alberto Volpi, dirigente sportivo e ex ciclista su strada italiano
- 1963 - Paolo Garofalo, politico e saggista italiano
- 1963 - Imperatrice Masako, imperatrice giapponese
- 1963 - Marco Lucchesi, scrittore, traduttore e poeta brasiliano
- 1963 - Bárbara Palacios, modella venezuelana
- 1963 - Marco Salvati, autore televisivo italiano
- 1963 - Peter Smith, ex calciatore e ex giocatore di calcio a 5 statunitense
- 1963 - Barry Wilburn, ex giocatore di football americano statunitense
- 1963 - Zurab Zhvania, politico georgiano († 2005)
- 1964 - Marco Bellavia, ex modello e conduttore televisivo italiano
- 1964 - Peter Blangé, allenatore di pallavolo e ex pallavolista olandese
- 1964 - Petr Bříza, dirigente sportivo e ex hockeista su ghiaccio ceco
- 1964 - Giuseppe Calcaterra, ex ciclista su strada italiano
- 1964 - Enzo Costa, giornalista e scrittore italiano († 2014)
- 1964 - Blas Cristaldo, ex calciatore paraguaiano
- 1964 - Michael Foster, batterista statunitense
- 1964 - Alessandro Lamberti, arrampicatore e preparatore atletico italiano
- 1964 - Paul Landers, chitarrista tedesco
- 1964 - Michael Müller, politico tedesco
- 1964 - Anna Negri, regista e sceneggiatrice italiana
- 1964 - Chérif Oudjani, ex calciatore algerino
- 1964 - Roberto Paolo, giornalista e scrittore italiano
- 1964 - Stefania Piazzo, giornalista italiana
- 1964 - Roberto Rinaldi, fumettista italiano
- 1965 - Kathy Dingman, ex wrestler statunitense
- 1965 - Ingo Gerhartz, generale e aviatore tedesco
- 1965 - Leonid Mel'nikov, dirigente sportivo, allenatore di sci alpino e ex sciatore alpino russo
- 1965 - Gheorghe Mihali, allenatore di calcio e ex calciatore rumeno
- 1965 - Lucio Picci, economista italiano
- 1966 - Kirsten Gillibrand, politica e avvocata statunitense
- 1966 - Mário Centeno, economista e politico portoghese
- 1966 - Toby Huss, attore statunitense
- 1966 - Matt Jardine, cantante e musicista statunitense
- 1966 - Orly Kesten, ex cestista israeliana
- 1966 - Julio Rodas, ex calciatore guatemalteco
- 1966 - Gideon Sa'ar, politico israeliano
- 1966 - Devis Tonini, allenatore di calcio e ex calciatore italiano
- 1966 - Glenn Youngkin, politico e imprenditore statunitense
- 1967 - Ray Agnew, ex giocatore di football americano statunitense
- 1967 - Marie-Pierre Baby, ex biatleta francese
- 1967 - Joshua Bell, violinista statunitense
- 1967 - Coffi Codjia, ex arbitro di calcio beninese
- 1967 - Filippo Busin, politico italiano
- 1967 - David Emmer, regista, sceneggiatore e autore televisivo italiano
- 1967 - Caryn Kadavy, ex pattinatrice artistica su ghiaccio statunitense
- 1967 - Peter Klaunzer, ex calciatore liechtensteinese
- 1967 - David Levien, sceneggiatore, produttore cinematografico e produttore televisivo statunitense
- 1968 - Kurt Angle, ex wrestler e ex lottatore statunitense
- 1968 - Brian Bell, chitarrista statunitense
- 1968 - Mikkel Birkegaard, scrittore danese
- 1968 - Carole Force, ex cestista francese
- 1968 - Pedro García Aguado, ex pallanuotista spagnolo
- 1968 - Ivanka Koleva, atleta paralimpica e powerlifter bulgara
- 1968 - Ioan Lupescu, allenatore di calcio e ex calciatore rumeno
- 1968 - Brent Price, ex cestista statunitense
- 1969 - Touria Alaoui, attrice e comica marocchina
- 1969 - Eupremio Carruezzo, dirigente sportivo, allenatore di calcio e ex calciatore italiano
- 1969 - Jakob Dylan, cantautore e chitarrista statunitense
- 1969 - Barbara Fanocchi, ex cestista italiana
- 1969 - Tommi Grönlund, ex calciatore finlandese
- 1969 - Horst Heldt, ex calciatore tedesco
- 1969 - Bixente Lizarazu, ex calciatore francese
- 1969 - Mario Novaković, ex calciatore croato
- 1969 - Sebastian Spence, attore canadese
- 1969 - Akbar Yousefi, ex giocatore di calcio a 5 iraniano
- 1970 - Kara DioGuardi, produttrice discografica statunitense
- 1970 - Djalminha, ex calciatore brasiliano
- 1970 - Mbarika Fall, ex cestista senegalese
- 1970 - Yoshinori Furube, ex calciatore giapponese
- 1970 - Anna Gavalda, scrittrice, giornalista e insegnante francese
- 1971 - Víctor Aristizábal, ex calciatore colombiano
- 1971 - Geoff Barrow, musicista e produttore discografico britannico
- 1971 - Chris Boniol, ex giocatore di football americano e allenatore di football americano statunitense
- 1971 - Carlo Chatrian, giornalista e scrittore italiano
- 1971 - Damian Cotter, allenatore di pallacanestro australiano
- 1971 - Nick Hysong, ex astista statunitense
- 1971 - Astrid Lødemel, ex sciatrice alpina norvegese
- 1971 - Petr Nedvěd, ex hockeista su ghiaccio ceco
- 1971 - Gisella Orsini, scrittrice e ex marciatrice italiana
- 1971 - Srirasmi Suwadee, principessa e ex militare thailandese
- 1971 - Alessandro Teodorani, allenatore di calcio e ex calciatore italiano
- 1971 - Emma Thomas, produttrice cinematografica britannica
- 1971 - Jarkko Tontti, poeta, scrittore e avvocato finlandese
- 1971 - Stéphane Ziani, allenatore di calcio e ex calciatore francese
- 1972 - Abraham Assefa, ex mezzofondista e maratoneta etiope
- 1972 - Reiko Aylesworth, attrice statunitense
- 1972 - DJ Balli, disc jockey, produttore discografico e scrittore italiano
- 1972 - Cláudio Antônio Gomes Clemente, ex cestista brasiliano
- 1972 - Tré Cool, batterista statunitense
- 1972 - Pietro Criaco, mafioso italiano
- 1972 - Vladimir Dimitrov, ex cestista bulgaro
- 1972 - Dagfinn Enerly, ex calciatore norvegese
- 1972 - Christian Felber, scrittore e storico austriaco
- 1972 - Markus Frank, attore tedesco
- 1972 - Saima Wazed Hossain, attivista bangladese
- 1972 - Jabulani Mnguni, ex calciatore sudafricano
- 1972 - Patrick Muturi, ex maratoneta keniota
- 1972 - Kerstin Riediger, ex sciatrice alpina tedesca
- 1972 - Maikro Romero, pugile cubano
- 1972 - Fabrizio Sabatucci, attore italiano
- 1972 - Fabrice Santoro, allenatore di tennis e ex tennista francese
- 1973 - Stacey Abrams, politica, avvocato e attivista statunitense
- 1973 - Fabio Artico, dirigente sportivo e ex calciatore italiano
- 1973 - Sven Christ, allenatore di calcio e ex calciatore svizzero
- 1973 - Nicolae Constantin, allenatore di calcio e ex calciatore rumeno
- 1973 - Chicco Giuliani, conduttore radiofonico, disc jockey e giornalista italiano
- 1973 - Vénuste Niyongabo, ex mezzofondista burundese
- 1973 - Jorge Rivera, ex cestista portoricano
- 1973 - Denis Salati, arbitro di calcio italiano
- 1973 - Jayne Svenungsson, teologa e scrittrice svedese
- 1974 - David Akers, ex giocatore di football americano statunitense
- 1974 - Emjay, musicista canadese
- 1974 - Daniel Franck, ex snowboarder norvegese
- 1974 - Fiona MacDonald, ex giocatrice di curling britannica
- 1974 - Pippa Bacca, artista italiana († 2008)
- 1974 - Torsten Schmidt, ex discobolo tedesco
- 1974 - Noel Turner, ex calciatore maltese
- 1974 - Canibus, rapper statunitense
- 1974 - Andrea Zappa, pilota motociclistico italiano
- 1975 - Alejandra Carbone, schermitrice argentina
- 1975 - Ousmane Diop, ex calciatore senegalese
- 1975 - Cameron Dollar, ex cestista e allenatore di pallacanestro statunitense
- 1975 - Damhnait Doyle, cantautrice e conduttrice televisiva canadese
- 1975 - Roger Mas, cantautore spagnolo
- 1975 - Olivier Milloud, ex rugbista a 15 francese
- 1975 - Dino Morea, attore e modello indiano
- 1975 - Patricio Pron, scrittore e critico letterario argentino
- 1975 - David Paez Picon, ex hockeista su pista argentino
- 1975 - Jésus Sinisterra, ex calciatore colombiano
- 1975 - Ondřej Sosenka, ex ciclista su strada e pistard ceco
- 1976 - Phil Armour, ex giocatore di football americano statunitense
- 1976 - Maurizio Bonetti, ex fondista di corsa in montagna italiano
- 1976 - Booba, rapper e disc jockey francese
- 1976 - Kevin Daniels, attore statunitense
- 1976 - Jim Finn, ex giocatore di football americano statunitense
- 1976 - Glyn Garner, ex calciatore gallese
- 1976 - René Hoppe, ex bobbista tedesco
- 1976 - Samuele Pampana, ex nuotatore italiano
- 1976 - Prigioniero X, agente segreto israeliano († 2010)
- 1977 - Ernst Atis-Clothaire, ex calciatore haitiano
- 1977 - Shayne Graham, ex giocatore di football americano statunitense
- 1977 - Imogen Heap, cantautrice britannica
- 1977 - Li Jian, ex calciatore cinese
- 1977 - Jesse Nilsson, attore canadese († 2003)
- 1977 - Yoon Ji-min, attrice sudcoreana
- 1977 - José David de Gea, pilota motociclistico spagnolo
- 1978 - Armando Bó, regista cinematografico, sceneggiatore e montatore argentino
- 1978 - Gastón Gaudio, allenatore di tennis e ex tennista argentino
- 1978 - Ki Tae-young, attore sudcoreano
- 1978 - Ovite Ace Lepou, ex calciatore samoano americano
- 1978 - Jesse Metcalfe, attore statunitense
- 1978 - Michel Ferreira do Nascimento, ex cestista brasiliano
- 1979 - Olawunmi Adebayo, ex cestista nigeriana
- 1979 - Nicolas Alnoudji, ex calciatore camerunese
- 1979 - Francys Sudnicka, modella venezuelana
- 1979 - Peter Brezovan, ex calciatore slovacco
- 1979 - Eliza Hittman, regista, sceneggiatrice e produttrice cinematografica statunitense
- 1979 - Fernando Martínez Pan, cestista uruguaiano
- 1979 - Stephen McPhail, ex calciatore irlandese
- 1979 - Yurina Hase, doppiatrice giapponese
- 1979 - Olivia, cantautrice giapponese
- 1979 - Christian Pfannberger, ex ciclista su strada austriaco
- 1979 - Mojca Rataj, ex sciatrice alpina slovena
- 1979 - Zlatko Runje, allenatore di calcio e ex calciatore croato
- 1979 - Bryanne Stewart, ex tennista australiana
- 1979 - Aiko Uemura, ex sciatrice freestyle giapponese
- 1980 - Nina-Friederike Gnädig, attrice tedesca
- 1980 - Simon Helberg, attore, comico e pianista statunitense
- 1980 - Mathew Helm, tuffatore australiano
- 1980 - Ryder Hesjedal, ex ciclista su strada e mountain biker canadese
- 1980 - Daniele Interrante, ex modello, opinionista e personaggio televisivo italiano
- 1980 - Aleksandr Kwçma, ex calciatore kazako
- 1980 - Matthias Lanzinger, ex sciatore alpino austriaco
- 1980 - Andrea Milani, allenatore di calcio e ex calciatore italiano
- 1980 - Matthew Rees, ex rugbista a 15 britannico
- 1980 - José Roberto de Oliveira, ex calciatore brasiliano
- 1980 - Santiago Silva, ex calciatore uruguaiano
- 1981 - Patricio Arellano, attore, cantante e compositore argentino
- 1981 - Claudio Cominardi, politico italiano
- 1981 - Sean Durkin, regista, sceneggiatore e produttore cinematografico statunitense
- 1981 - Gemma Fay, ex calciatrice scozzese
- 1981 - Mardy Fish, allenatore di tennis e ex tennista statunitense
- 1981 - Liu Jindong, ex calciatore cinese
- 1981 - Barbara Matera, politica, annunciatrice televisiva e attrice italiana
- 1981 - Diya Mirza, attrice e modella indiana
- 1981 - Stanislav Nedkov, artista marziale misto bulgaro
- 1981 - Amar Ramasar, ballerino statunitense
- 1982 - Margalit'a Chakhnashvili, allenatrice di tennis e ex tennista georgiana
- 1982 - Kevin Goldthwaite, ex calciatore statunitense
- 1982 - Evdokija Grečišnikova, pentatleta russa
- 1982 - Richard Mariko, calciatore samoano americano
- 1983 - Jermaine Beckford, ex calciatore inglese
- 1983 - Heike Beier, ex pallavolista tedesca
- 1983 - Jean-Jacques De Gucht, politico belga
- 1983 - Neslihan Demir, pallavolista turca
- 1983 - Dariusz Dudka, allenatore di calcio e ex calciatore polacco
- 1983 - Lukáš Fujerik, ex calciatore ceco
- 1983 - Dorota Gawron, modella polacca
- 1983 - Robbie Haemhouts, ex calciatore belga
- 1983 - Kristofer Hæstad, ex calciatore norvegese
- 1983 - Sergej Komarov, allenatore di sci alpino e ex sciatore alpino russo
- 1983 - Alessia Pittin, ex sciatrice alpina italiana
- 1983 - Jolene Purdy, attrice statunitense
- 1983 - Ema Stokholma, conduttrice radiofonica, conduttrice televisiva e scrittrice francese
- 1984 - Ángel Guirado, ex calciatore spagnolo
- 1984 - Leon Hall, giocatore di football americano statunitense
- 1985 - Ėrnesto Inarkiev, scacchista russo
- 1985 - Carlos Labrada, calciatore messicano
- 1985 - Crystal Matich, pallavolista statunitense
- 1985 - Joshua Monty, calciatore americo-verginiano
- 1985 - Ashleigh Moolman-Pasio, ciclista su strada sudafricana
- 1985 - Jepi Selva, hockeista su pista spagnolo
- 1985 - Paulo Tavares, ex calciatore portoghese
- 1985 - Edison Luiz dos Santos, ex calciatore brasiliano
- 1986 - Tessema Abshero, ex mezzofondista e maratoneta etiope
- 1986 - Aron Baynes, ex cestista australiano
- 1986 - Aljaksej Cimašėnka, ex calciatore bielorusso
- 1986 - Louise Cliffe, modella, attrice e cantante britannica
- 1986 - Metis Di Meo, conduttrice televisiva, attrice e autrice televisiva italiana
- 1986 - Issam El Adoua, ex calciatore marocchino
- 1986 - Brandon Ewing, ex cestista statunitense
- 1986 - Mathias Frank, ex ciclista su strada svizzero
- 1986 - Jaida Essence Hall, personaggio televisivo statunitense
- 1986 - Jarno Koskiranta, hockeista su ghiaccio finlandese
- 1986 - Marion Laborde, ex cestista francese
- 1986 - Bartosz Piasecki, schermidore norvegese
- 1986 - Pero Stojkić, ex calciatore bosniaco
- 1986 - Sonný Lára Þráinsdóttir, ex calciatrice islandese
- 1986 - Valeria Vereau, attrice spagnola
- 1986 - Miriam Welte, pistard tedesca
- 1987 - Andre Akpan, ex calciatore statunitense
- 1987 - Cenk Ahmet Alkılıç, calciatore turco
- 1987 - Vladimir Brčkov, ex cestista macedone
- 1987 - Ezequiel Filipetto, calciatore argentino
- 1987 - Kōstantinos Giannoulīs, ex calciatore greco
- 1987 - Uffie, cantante, rapper e produttrice discografica statunitense
- 1987 - Gerald Henderson, ex cestista statunitense
- 1987 - Aiborlang Khongjee, ex calciatore indiano
- 1987 - Niels Marnegrave, ex cestista e allenatore di pallacanestro belga
- 1987 - Miloš Milovanović, calciatore serbo
- 1987 - Bokang Mothoana, calciatore lesothiano
- 1987 - Hikaru Nakamura, scacchista statunitense
- 1987 - Keri-Anne Payne, ex nuotatrice britannica
- 1987 - Jeff Petry, hockeista su ghiaccio statunitense
- 1987 - Polly Powrie, velista neozelandese
- 1987 - Marco Iván Pérez, ex calciatore messicano
- 1987 - Joshua Sasse, attore e produttore televisivo britannico
- 1987 - Damjan Stojanovski, cestista macedone
- 1987 - Vojdan Stojanovski, cestista macedone
- 1987 - Ádám Szalai, ex calciatore ungherese
- 1987 - Koolmorf Widesen, musicista italiano
- 1987 - Adam Wilk, giocatore di baseball statunitense
- 1987 - Alan da Silva Souza, ex calciatore brasiliano
- 1988 - Pietro Aradori, cestista italiano
- 1988 - Kwadwo Asamoah, ex calciatore ghanese
- 1988 - Jonas Edvardsen, giocatore di calcio a 5 e calciatore norvegese
- 1988 - Adam Gettis, giocatore di football americano statunitense
- 1988 - Ji Liping, ex nuotatrice cinese
- 1988 - Kim Kum-ok, ex maratoneta nordcoreana
- 1988 - Georges Mandjeck, calciatore camerunese
- 1988 - Denarius Moore, giocatore di football americano statunitense
- 1988 - Andrea Razzi, pallanuotista italiano
- 1988 - Travian Robertson, giocatore di football americano statunitense
- 1988 - Korey Toomer, ex giocatore di football americano statunitense
- 1988 - Veronika Vítková, ex biatleta e fondista ceca
- 1988 - Rhys Webb, rugbista a 15 britannico
- 1988 - Robbie Weir, calciatore nordirlandese
- 1989 - Marielle Amant, ex cestista francese
- 1989 - Eric Bledsoe, cestista statunitense
- 1989 - Stefano Cavedagna, politico italiano
- 1989 - Arianna Garibotti, ex pallanuotista italiana
- 1989 - Matthew Jurman, calciatore australiano
- 1989 - Hasan Ali Kaldırım, calciatore turco
- 1989 - Kareem Maddox, cestista statunitense
- 1989 - Ahmed Magdi, calciatore egiziano
- 1989 - Mauricinho, giocatore di beach soccer brasiliano
- 1989 - Shenneika Smith, ex cestista e allenatrice di pallacanestro giamaicana
- 1990 - Ashleigh Brewer, attrice australiana
- 1990 - Virginia Brunetti, doppiatrice italiana
- 1990 - Charlotte di Calypso, modella francese
- 1990 - Pierre-Étienne Drouault, cestista francese
- 1990 - Craig Eastmond, calciatore inglese
- 1990 - David Fuxman, arbitro di calcio israeliano
- 1990 - Riku Heini, ex calciatore finlandese
- 1990 - François Imbeau-Dulac, tuffatore canadese
- 1990 - LaFee, cantante tedesca
- 1990 - Mario Paonessa, canottiere italiano
- 1990 - Ryan Robinson, giocatore di football americano statunitense
- 1990 - Danny Ward, calciatore inglese
- 1990 - Won Jeong-sik, sollevatore sudcoreano
- 1991 - PnB Rock, cantautore e rapper statunitense († 2022)
- 1991 - Lotte van Beek, pattinatrice di velocità su ghiaccio olandese
- 1991 - Gabriel Carabajal, calciatore argentino
- 1991 - Choi Min-ho, cantante e attore sudcoreano
- 1991 - Serena Ferroli, calciatrice italiana
- 1991 - Langston Galloway, cestista statunitense
- 1991 - Maria Gaspari, giocatrice di curling italiana
- 1991 - Jeoselyna Rodríguez, pallavolista dominicana
- 1991 - Johannes Rydzek, combinatista nordico tedesco
- 1991 - Zhang Jiaqi, calciatore cinese
- 1992 - Ørjan Heiberg, ex giocatore di calcio a 5, ex calciatore e allenatore di calcio norvegese
- 1992 - Sarah Hirini, rugbista a 15 neozelandese
- 1992 - Jonathan Holmes, cestista statunitense
- 1992 - Ruphin Kayembe, cestista della Repubblica Democratica del Congo
- 1992 - Maksym Koval', calciatore ucraino
- 1992 - Milan Lalkovič, calciatore slovacco
- 1992 - Jonathan Maier, cestista tedesco
- 1992 - Nick Moore, giocatore di football americano statunitense
- 1992 - Lukáš Pauschek, calciatore slovacco
- 1992 - Yoshiaki Takagi, calciatore giapponese
- 1992 - Saori Takahashi, pallavolista giapponese
- 1992 - Karl-Johan Westberg, fondista svedese
- 1993 - Hazel Brugger, comica, cabarettista e conduttrice televisiva svizzera
- 1993 - Wyndham Clark, golfista statunitense
- 1993 - Oumar Diakhité, calciatore senegalese
- 1993 - Eugenio Mastrandrea, attore italiano
- 1993 - Mark McMorris, snowboarder canadese
- 1993 - Yadollah Mohebbi, lottatore iraniano
- 1993 - Arik Smith, cestista statunitense
- 1993 - Laura Smulders, ciclista di BMX olandese
- 1994 - Camille Cerf, modella francese
- 1994 - Francisco Garrigós, judoka spagnolo
- 1994 - Giōrgos Giakoumakīs, calciatore greco
- 1994 - Leandro Godoy, ex calciatore argentino
- 1994 - Suzanne Horner, pallavolista statunitense
- 1994 - Giannīs Kargas, calciatore greco
- 1994 - Jalen Penrose, pallavolista statunitense
- 1994 - Luca Rambaldi, canottiere italiano
- 1995 - Ján Andrej Cully, ex ciclista su strada slovacco
- 1995 - Gage Davis, cestista statunitense
- 1995 - Simone Fontecchio, cestista italiano
- 1995 - McKayla Maroney, ex ginnasta statunitense
- 1995 - Sam McDaniel, cestista australiano
- 1995 - Kelly Oubre, cestista statunitense
- 1995 - Sean Smith, cestista spagnolo
- 1995 - Paulius Valinskas, cestista lituano
- 1996 - Kyle Connor, hockeista su ghiaccio statunitense
- 1996 - Brandon Gilbeck, cestista statunitense
- 1996 - Dewan Hernandez, cestista statunitense
- 1996 - Haywood Highsmith, cestista statunitense
- 1996 - Raivis Jurkovskis, calciatore lettone
- 1996 - Ryūho Kikuchi, calciatore giapponese
- 1996 - Cédric Kipré, calciatore francese
- 1996 - Leah Lewis, attrice statunitense
- 1996 - Pol Moya, mezzofondista andorrano
- 1996 - Monty Patterson, calciatore neozelandese
- 1996 - Joan Lluís Pons, nuotatore spagnolo
- 1996 - AleXa, cantante e ballerina statunitense
- 1996 - Vadim Sharlaimov, schermidore kazako
- 1996 - Mykayla Skinner, ex ginnasta statunitense
- 1996 - Pepijn Smits, nuotatore olandese
- 1997 - Harvey Barnes, calciatore inglese
- 1997 - Marc Bola, calciatore inglese
- 1997 - Ana Frango Elétrico, cantautrice, compositrice e pittrice brasiliana
- 1997 - Yaser Hamed, calciatore spagnolo
- 1997 - Alexander Bah, calciatore danese
- 1997 - Diego López Fuentes, ex ciclista su strada spagnolo
- 1997 - Luke McCowan, calciatore scozzese
- 1997 - Nawal Meniker, altista francese
- 1997 - Julia Mutschlechner, ex sciatrice alpina tedesca
- 1997 - Zach Norvell, cestista statunitense
- 1997 - Gaspar Panadero, calciatore spagnolo
- 1997 - Shene Welepane, calciatore francese
- 1998 - John Björkengren, calciatore svedese
- 1998 - Giuseppe Caso, calciatore italiano
- 1998 - Jack Coan, giocatore di football americano statunitense
- 1998 - Stéphane Diarra, calciatore ivoriano
- 1998 - Trenton Julian, nuotatore statunitense
- 1998 - Mehdi Mohsennejad, lottatore iraniano
- 1998 - Léo Santos, calciatore brasiliano
- 1998 - Anastasija Voznjak, ginnasta ucraina
- 1998 - Jean van der Westhuyzen, canoista sudafricano
- 1999 - Aitch, rapper britannico
- 1999 - Junior Arteaga, calciatore nicaraguense
- 1999 - Gabriel Furtado, calciatore brasiliano
- 1999 - Lukas Schleimer, calciatore tedesco
- 1999 - Patricia Silva, mezzofondista portoghese
- 1999 - Linn Svahn, fondista svedese
- 1999 - Jasper van der Werff, calciatore svizzero
- 2000 - Sara Agrež, calciatrice slovena
- 2000 - Hiroki Akiyama, calciatore giapponese
- 2000 - Ambrosia Caldarelli, attrice italiana
- 2000 - Anastasia Conte, cestista italiana
- 2000 - Otto Invenius, biatleta finlandese
- 2000 - Diāna Ņikitina, pattinatrice artistica su ghiaccio lettone

## XXI secolo(19)
- 2001 - Cameron Archer, calciatore inglese
- 2001 - Elizaveta Matveeva, altista kazaka
- 2002 - Olu Fashanu, giocatore di football americano statunitense
- 2002 - Isaac Ngoma, calciatore centrafricano
- 2002 - Vlada Nikol'čenko, ginnasta ucraina
- 2002 - Muzala Samukonga, velocista zambiano
- 2003 - Jackson A. Dunn, attore statunitense
- 2003 - Renato Marques, calciatore brasiliano
- 2003 - Anhelina Ovčynnikova, nuotatrice artistica ucraina
- 2003 - Tomás Sives, calciatore argentino
- 2004 - Caleb Brooks, sciatore alpino canadese
- 2004 - Noeh Hernández, calciatore portoricano
- 2004 - Nico Parker, attrice britannica
- 2004 - Eleonora Villa, cestista italiana
- 2004 - Matilde Villa, cestista italiana
- 2005 - Divya Deśmukh, scacchista indiana
- 2006 - Junior Colina, calciatore venezuelano
- 2006 - Pixie Davies, attrice britannica
- 2007 - Holly Hughes, nuotatrice artistica britannica

## Senza anno specificato(2)
- Ron Aniello, produttore discografico, compositore e musicista statunitense
- Yuki Shimizu, fumettista giapponese